# 竹下派七奉行
竹下派七奉行是日本自由民主党内，竹下派主要七名骨干的称呼。奉行是存在於平安時代至江戶時代期間的一種官職或軍職。

## 历史
1987年7月4日，田中派分裂，竹下登从田中派中拉出大半人马成立竹下派，竹下派的骨干为：桥本龙太郎、小渊惠三、羽田孜、小泽一郎、梶山静六、渡部恒三、奥田敬和。
他们七人日后都成为日本政坛上赫赫有名的大人物：羽田孜、桥本龙太郎、小渊惠三曾先后出任日本首相，小泽一郎则脫離自民黨而多次出任最大在野党党首，梶山静六曾任内阁官房长官，渡部恒三曾任众议院副议长，奥田敬和曾任邮政大臣。